# لاتام اکسپرس
لاتام اکسپرس (به انگلیسی: LATAM Express) که پیش‌تر با نام لان اکسپرس شناخته می‌شد، یک شرکت هواپیمایی با کد یاتا LU است که در تاریخ ۱۹۹۸ میلادی تأسیس شده است. دفتر مرکزی لان اکسپرس در سانتیاگو، شیلی واقع شده‌است و قطب این شرکت هواپیمایی در فرودگاه بین‌المللی کومودورو ارتورو مرینو بنیتز قرار دارد و به ۱۹ مقصد، پرواز انجام می‌دهد.